# Vila de Picinguaba

A Vila de Picinguaba, ou as Unidades habitacionais de Picinguaba, são um monumento em Ubatuba, tombado em 1990 pelo CONDEPHAAT por seu interesse histórico. No local, há resquícios da atividade açucareira que dominou a região no início do século XIX. Há também residências de caiçaras características -- aliás, algumas das últimas no litoral norte paulista --, feitas de pau a pique e cobertas com folhagem.